# Évreux Volley-ball
Maillots
Évreux Volley-ball, est un club féminin de volley-ball français évoluant au 2ème niveau national (Élite).

## Historique
- 1991 : création d'une section volley à l'ASPTT Évreux qui succède à l'ALM Évreux
- 1998 : la section volley de l'ASPTT prend son autonomie et créer l'Évreux Volley Ball (EVB).
- 2009 : le club accède à la Ligue AF pour la 1re fois de son histoire.
- 2010 : en finissant 5e du Championnat de France de Ligue AF lors de la saison 2009-2010, l'équipe se qualifie pour la première fois de son histoire pour une coupe d'Europe, la CEV Challenge Cup. Même chose en 2011.
- 2012 : création du Centre de Formation / Agrément en 2013
- 2014 : relégation en Élite à la suite d'une saison difficile ponctuée par le licenciement de son entraineur emblématique.
- 2016 : le club retrouve la Ligue AF en terminant 2e du championnat Élite.
- 2018 : Relégation administrative en Élite
- 2021 : champion de France Élite et accession en Ligue AF
- 2022 : Relégation sportive en Élite
- 2023 : 4è d’Élite
- 2024 : 3è Élite Access

## Bilan sportif

### Palmarès
| Compétitions nationales                                                                              | Compétitions internationales |
| - Championnat de France de deuxième division - Champion (1) : 2021. - Vice-champion (1) : 2015-2016. | - Néant                      |

### Bilan par saison
| Saison    | Championnat national | Championnat national | Championnat national | Championnat national | Championnat national | Championnat national | Championnat national | Championnat national | Coupe de France | Supercoupe de France | Compétitions européennes | Compétitions européennes |
| Saison    | Niveau               | Division             | Classement           | Pts                  | MJ                   | V                    | D                    | Playoffs             | Coupe de France | Supercoupe de France | Compétition              | Résultat                 |
| --------- | -------------------- | -------------------- | -------------------- | -------------------- | -------------------- | -------------------- | -------------------- | -------------------- | --------------- | -------------------- | ------------------------ | ------------------------ |
| Évreux VB |                      |                      |                      |                      |                      |                      |                      |                      |                 |                      |                          |                          |
| 1998-1999 |                      |                      |                      |                      |                      |                      |                      |                      | ?               | -                    | -                        | -                        |
| 1999-2000 |                      |                      |                      |                      |                      |                      |                      |                      | ?               | -                    | -                        | -                        |
| 2000-2001 |                      |                      |                      |                      |                      |                      |                      |                      | ?               | -                    | -                        | -                        |
| 2001-2002 |                      |                      |                      |                      |                      |                      |                      |                      | ?               | -                    | -                        | -                        |
| 2002-2003 |                      |                      |                      |                      |                      |                      |                      |                      | ?               | -                    | -                        | -                        |
| 2003-2004 |                      |                      |                      |                      |                      |                      |                      |                      | ?               | -                    | -                        | -                        |
| 2004-2005 | 2                    | Nationale 1          | 6e/?                 |                      |                      |                      |                      |                      | ?               | -                    | -                        | -                        |
| 2005-2006 | 2                    | Nationale 1          | 13e/?                |                      |                      |                      |                      |                      | ?               | -                    | -                        | -                        |
| 2006-2007 | 3                    | Nationale 2          | 1er/?                |                      |                      |                      |                      |                      | ?               | -                    | -                        | -                        |
| 2007-2008 | 2                    | Nationale 1          | 9e/?                 |                      |                      |                      |                      |                      | ?               | -                    | -                        | -                        |
| 2008-2009 | 2                    | Nationale 1          | 3e/14                | 57                   | 26                   | 19                   | 7                    | ?                    | ?               | -                    | -                        | -                        |
| 2009-2010 | 1                    | Ligue A              | 7e/11                | 26                   | 20                   | 8                    | 12                   | Vainqueur 5e place   | 1/4 de finale   | -                    | -                        | -                        |
| 2010-2011 | 1                    | Ligue A              | 7e/12                | 26                   | 22                   | 9                    | 13                   | Vainqueur 5e place   | 1/4 de finale   | -                    | Challenge Cup            | 1/16e de finale          |
| 2011-2012 | 1                    | Ligue A              | 8e/12                | 24                   | 22                   | 8                    | 14                   | 1/2 finales 5e place | 1/8e de finale  | -                    | Challenge Cup            | 2e tour                  |
| 2012-2013 | 1                    | Ligue A              | 7e/12                | 30                   | 22                   | 9                    | 13                   | 1/2 finales 5e place | 1/8e de finale  | -                    | -                        | -                        |
| 2013-2014 | 1                    | Ligue A              | 12e/12               | 10                   | 22                   | 3                    | 19                   | -                    | 1/4 de finale   | -                    | -                        | -                        |
| 2014-2015 | 2                    | Élite                | 3e/10                | 37                   | 18                   | 12                   | 6                    | 5e/6                 | 1/8e de finale  | -                    | -                        | -                        |
| 2015-2016 | 2                    | Élite                | 1er/8                | 38                   | 14                   | 13                   | 1                    | 2e/8                 | -               | -                    | -                        | -                        |
| 2016-2017 | 1                    | Ligue A              | 9e/12                | 24                   | 22                   | 7                    | 15                   | -                    | 1/8e de finale  | -                    | -                        | -                        |
| 2017-2018 | 1                    | Ligue A              | 11e/12               | 20                   | 22                   | 7                    | 15                   | -                    | 1/4 de finale   | -                    | -                        | -                        |
| 2018-2019 | 2                    | Élite                | 3e/8                 | 26                   | 14                   | 8                    | 6                    | 4e/6                 | 1/8e de finale  | -                    | -                        | -                        |
| 2019-2020 | 2                    | Élite                | 2e/8                 | 31                   | 14                   | 10                   | 4                    | Annulé               | 1/8e de finale  | -                    | -                        | -                        |
| 2020-2021 | 2                    | Élite                | 1er/9                | 49                   | 18                   | 16                   | 2                    | 1er/6                | -               | -                    | -                        | -                        |
| 2021-2022 | 1                    | Ligue A              | 13e/14               | 16                   | 26                   | 5                    | 21                   | -                    | 1/4 de finale   | -                    | -                        | -                        |
| 2022-2023 | 2                    | Élite                | 4e/8                 | 28                   | 14                   | 10                   | 4                    | 4e/8                 | 1/8e de finale  | -                    | -                        |                          |

## Joueurs et personnalités du club

### Présidents
- ?-2010 :  Alain Buisson
- 2010-2014 :  Nicolas Lizart
- 2014-2016 :  Jean-Luc Soetewey
- 2016-mars 2018 :  Alain Buisson
- Mars 2018- :  Nathalie Perret-Trunet

### Entraîneurs
- 1999-2000 :  Igor Arbutina
- 2004-2014 :  Emmanuel Fouchet
- 2014-2018 :  Olivier Lardier
- 2018-2023 :  Flavien Rigal
- 2023- :  Gil Favresse

### Effectif actuel (2023-2024)
L'effectif 2023-2024 est dirigé par Gil Favresse.